# Elecciones generales de Alemania Oriental de 1967
Las Elecciones generales de Alemania Oriental de 1967 se celebraron el 2 de julio de 1967. Fueron elegidos un total de 434 diputados a la Volkskammer, siendo todos ellos candidatos de la lista única del Frente Nacional. Se presentaron 583 candidatos del Frente, siendo elegidos 434 de ellos. El reparto de escaños se mantuvo sin cambios con respecto a la elección de 1963.
De 11 341 729 electores inscritos, 11 208 016 (98,82%) votaron, con 11 197 265 (99,93%) votos emitidos para los candidatos del Frente y 8005 en contra. 2746 votos fueron nulos o blancos.

## Resultados
| Partido/Grupo                             | Acrónimo | Escaños |
| ----------------------------------------- | -------- | ------- |
| Partido Socialista Unificado de Alemania  | SED      | 110     |
| Federación Alemana de Sindicatos Libres   | FDGB     | 60      |
| Unión Demócrata Cristiana                 | CDU      | 45      |
| Partido Liberal Democrático de Alemania   | LDPD     | 45      |
| Partido Democrático Campesino de Alemania | DBD      | 45      |
| Partido Nacional Democrático de Alemania  | NDPD     | 45      |
| Juventud Libre Alemana                    | FDJ      | 35      |
| Liga de Mujeres Demócratas                | DFD      | 30      |
| Kulturbund                                | KB       | 19      |